# Thanh tiến trình

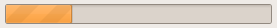
Ví dụ về một thanh tiến trình.

Một thanh tiến trình hoạt hình đơn giản.

Thanh tiến trình là một thành tố điều khiển dùng để biểu diễn sự tiến triển của một thao tác tính toán kéo dài như tải xuống, truyền tệp tin hoặc cài đặt. Đôi khi bổ sung cho phần đồ hoạ còn có dạng chữ của tiến độ theo phần trăm.
Một bước phát triển mới hơn là thanh tiến trình không xác định, dùng trong các trường hợp không biết thời lượng của tác vụ hoặc tiến độ của tác vụ không thể được xác định theo cách có thể biểu diễn bằng phần trăm. Thanh này dùng chuyển động hoặc vật chỉ thọi khác để cho thấy tiến trình đang được thực thi thay vì sử dụng kích thước của phần được tô để thể hiện tổng tiến độ.